# Ouendji
Ouendji, maleno pleme u planinskoj regiji istočnog dijela novokaledonske komune Poya. Selo u kojem žive ima 20-30 stanovnika i nalazi se 8 km južmo od sela plemena Montfaoué. Uzgoj taroa, banana, manioke, etc. Rasno i jezično pripadaju u Melanezijce. Poglavica plemena je Mr Marcellin Meureureu Gowé.